# Kraus (Adelsgeschlecht)

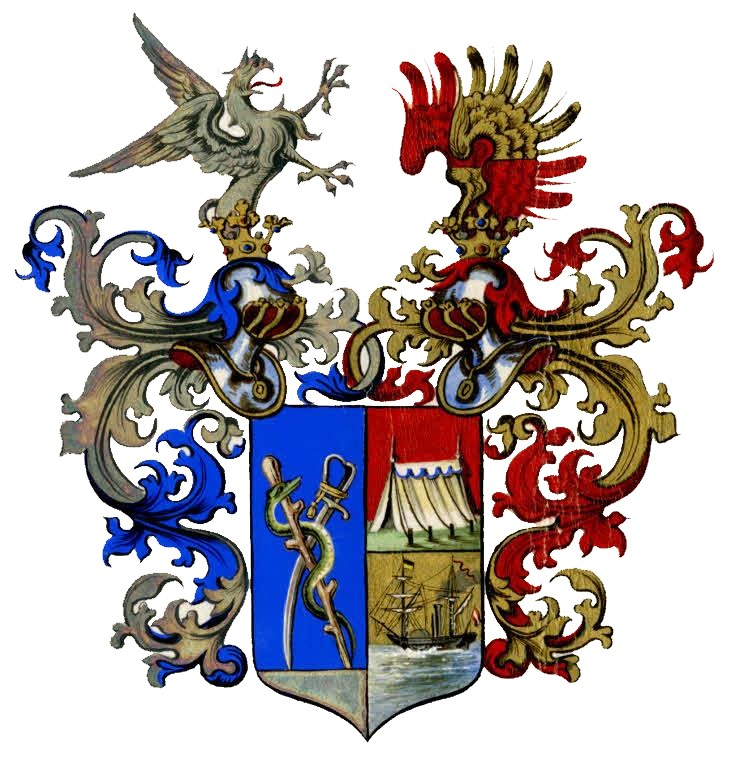
Wappen der Ritter von Kraus (1864)

Die Ritter von Kraus sind ein österreichisches Adelsgeschlecht. 

## Geschichte
Das Geschlecht geht auf den Mediziner Felix von Kraus zurück. Der österreichische Generalstabsarzt machte sich um die Reorganisation von Teilen des Militärsanitätswesens verdient und wurde am 5. Juli 1864 als Ritter in den Adelstand erhoben.

## Stammfolge
1. Felix (Ritter von) Kraus (1805–1875), österreichischer Mediziner und Generalstabsarzt[1]
  1. Carl von Kraus (1837–1914), österreichischer Mediziner und Generalstabsarzt[2][3]
    1. Carl von Kraus (1868–1952), Altgermanist, Ordinarius für Philologie an der Universität München[2]
    2. Felix von Kraus (1870–1937), österreichischer Sänger und Hochschullehrer in München, herzoglich-meiningischer und k.k. Kammersänger ⚭ Adrienne Osborne[3]
      1. Felicitas von Kraus (1903 o. 1905–1990)[4]

  2. Viktor Ritter von Kraus (1845–1905), österreichischer Historiker, Pädagoge und Politiker[5]